# خراشتیتسه
خراشتیتسه (به چکی: Chraštice) یک منطقهٔ مسکونی در جمهوری چک است که در ناحیه پریبرام واقع شده‌است.